# Angelique-Victoire Gourville
Angelique-Victoire Gourville, död efter 1763, var en franskspråkig balettdansös.  Hon tillhörde de mer betydande scenkonstnärerna vid La Monnaie i Bryssel mellan 1753 och 1761, då hon var teaterns premiärdansös. Åren 1762-63 var hon sångerska i La Haye.  
Hon var dotter till skådespelaren och direktören för La Monnaie Léopold-Ignace Gourville (f. 1714) och hans hustru Anne-Françoise Hus (1730–1815).